# The Royal Concept
The Royal Concept is een Zweedse band bestaande uit frontman David Larson, gitarist Filip Bekic, basgitarist Magnus Robert & drummer Frans Povel.

## Geschiedenis
In 2010, toen de naam van de band nog 'Concept store' was, brachten ze de eerste single "Damn" uit. De band bestond toen nog uit Oscar Nilsson, David Larsson, Filip Bekic en Povel Olsson.
In 2011 veranderde de band de naam naar 'The Concept' Oscar Nilsson verliet de band en werd vervangen door bassist Magnus Robert. In hetzelfde jaar brachten ze nog de singles "D-D-Dance" en "Gimme Twice" uit. Nadat ze bekender werden door het Zweedse radiostation P3 mochten ze optreden op het Peace & Love festival.
In het begin van 2012 veranderde de band de naam naar 'The Royal Concept' en tekenden ze een platencontract bij Lava Records. Ze brachten ook de nummers "World on Fire" & "Naked and Dumb", gevolgd door een tour in de Verenigde Staten in het voorprogramma van The Wombats & Wolf Gang. Hierna keerde de band terug naar Zweden om hun album af te maken. Zo maakten ze het nummer 'Goldrushed' dat populair is geworden door FIFA 13 & NASCAR The Game: Inside Line en het nummer 'World on Fire' dat te beluisteren was in MLB 13: The Show.
On Our Way werd in 2013 het bekendste nummer van The Royal Concept. Het nummer, dat ook 'Smile' heet, werd gebruikt in FIFA 14 en werd meteen een van de meest geliefde nummers uit het spel. Het nummer werd tevens gecoverd door de cast van Glee in seizoen 5 en werd gebruikt in de MTV-series Big Tips Texas, Generation Cryo en Catfish: The TV Show.
Het album 'Smile' werd in 2015 uitgebracht en werd wederom in een FIFA-game gebruikt. Het nummer 'Fashion' van dit album werd in de serie iZombie gebruikt.

## Bandleden
Huidige bandleden
- David Larson - zang, gitaar, piano, keyboard, synthesizers (2010-heden)
- Filip Bekic - gitaar, achtergrondzang (2010-heden)
- Magnus Robert - bass, achtergrondzang (2011-heden)
- Povel Olsson - drums, achtergrondzang (2010-heden)

Ex-leden
- Oscar Nilsson- zang (2010-2011)

## Discografie
Albums
Studioalbums
- 2013: Goldrushed (Zweedse uitgave)
  - 1. "World On Fire"
  - 2. "On Our Way"
  - 3. "D-D-Dance"
  - 4. "Radio"
  - 5. "Cabin Down Below (feat. Kenny G)"
  - 6. "In the End"
  - 7. "Busy Busy"
  - 8. "Girls Girls Girls"
  - 9. "Shut the World"
  - 10. "Tonight"
  - 11. "Goldrushed"
  - 12. "Damn!" (Zweedse bonustrack)
  - 13. "27 Forever" (exclusieve Spotify-track)
- 2014: Goldrushed (Japanese Release)
  - 1. "World On Fire"
  - 2. "On Our Way"
  - 3. "D-D-Dance"
  - 4. "Radio"
  - 5. "Cabin Down Below (feat. Kenny G)"
  - 6. "In the End"
  - 7. "Busy Busy"
  - 8. "Girls Girls Girls"
  - 9. "Shut the World"
  - 10. "Tonight"
  - 11. "Goldrushed"
  - 12. "Damn!"
  - 13. "Naked & Dumb"
  - 14. "Gimme Twice"
  - 15. "Knocked Up"
  - 16. "Someday"

Extended plays (ep's)
- 2012: The Royal Concept
- 2013: Royal
- 2015: Smile
  - 1. "Smile"
  - 2. "Fashion"
  - 3. "Higher Than Love"
  - 4. "Hurricane"
  - 5. "Just Wanna Be Loved By U"

Singles
- 2010: "Damn!"
- 2011: "D-D-Dance"
- 2011: "Gimme Twice"  #35 Billboard Alternative Songs
- 2012: "World on Fire"
- 2012: "Naked & Dumb"
- 2012: "Lost in You"
- 2013: "On Our Way"
- 2019: "Need To Know"